# Gregorio Barbarigo
Gregorio Barbarigo (Venecia, 16 de septiembre de 1625 - Padua, 17 de junio de 1697) fue un cardenal católico, diplomático y académico italiano. Es venerado como santo por la Iglesia católica.

## Biografía
Gregorio Giovanni Gasparo Barbarigo nació en Venecia, en el seno de una familia noble, rica y reconocida en la ciudad. Recibió una sólida formación religiosa e intelectual. Formó parte de una congregación mariana. A los dieciocho años era secretario del embajador de Venecia, y en 1648 viajó con el embajador veneciano Alvise Contarini al Congreso de Münster (Alemania) y en las negociaciones del Tratado de Westfalia, que puso fin a la Guerra de los Treinta Años. En el congreso conoció al nuncio apostólico Fabio Chigi, que lo orientó hacia el sacerdocio. 

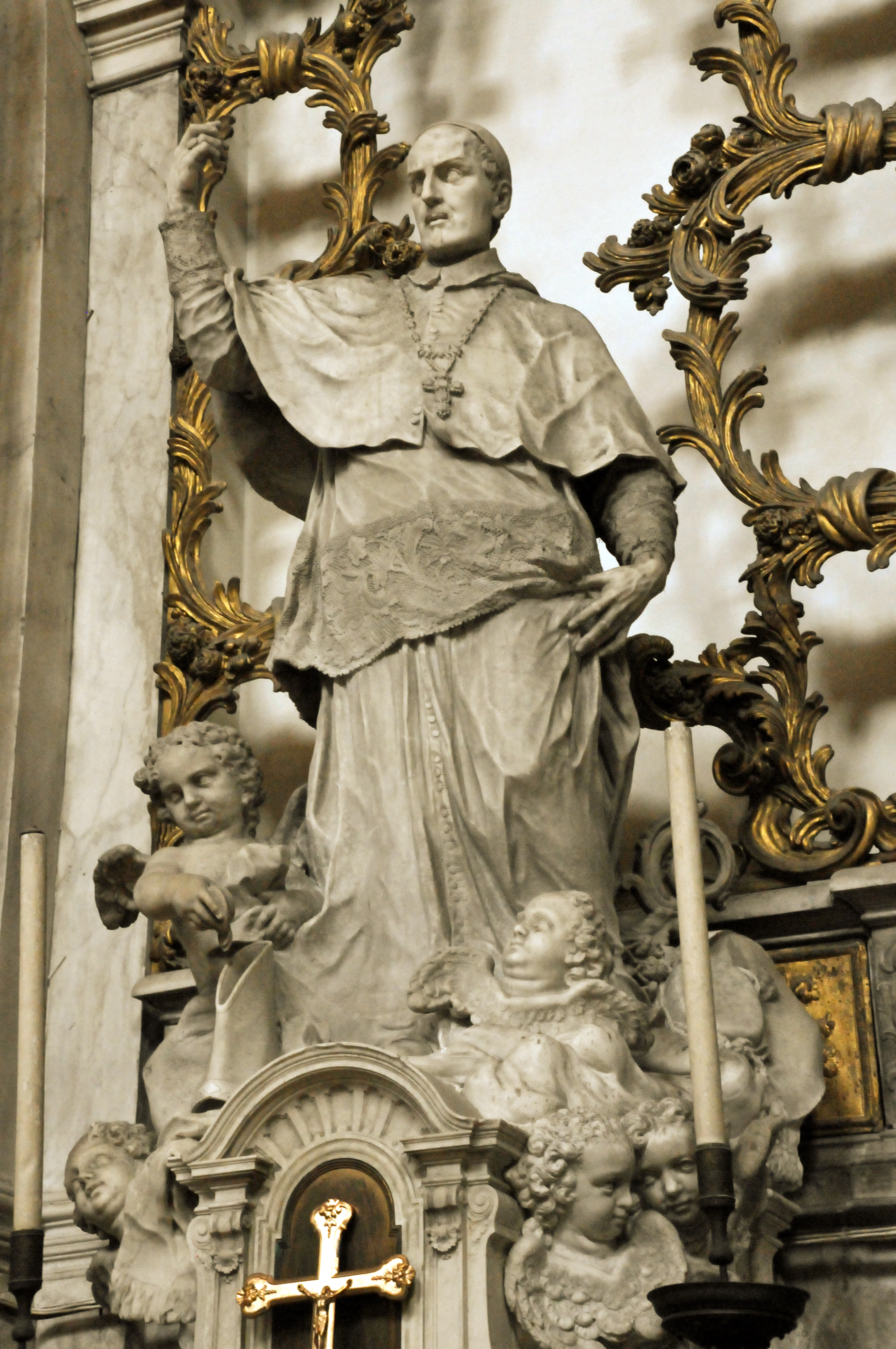
Escultura en S. Maria del Giglio, Venecia.

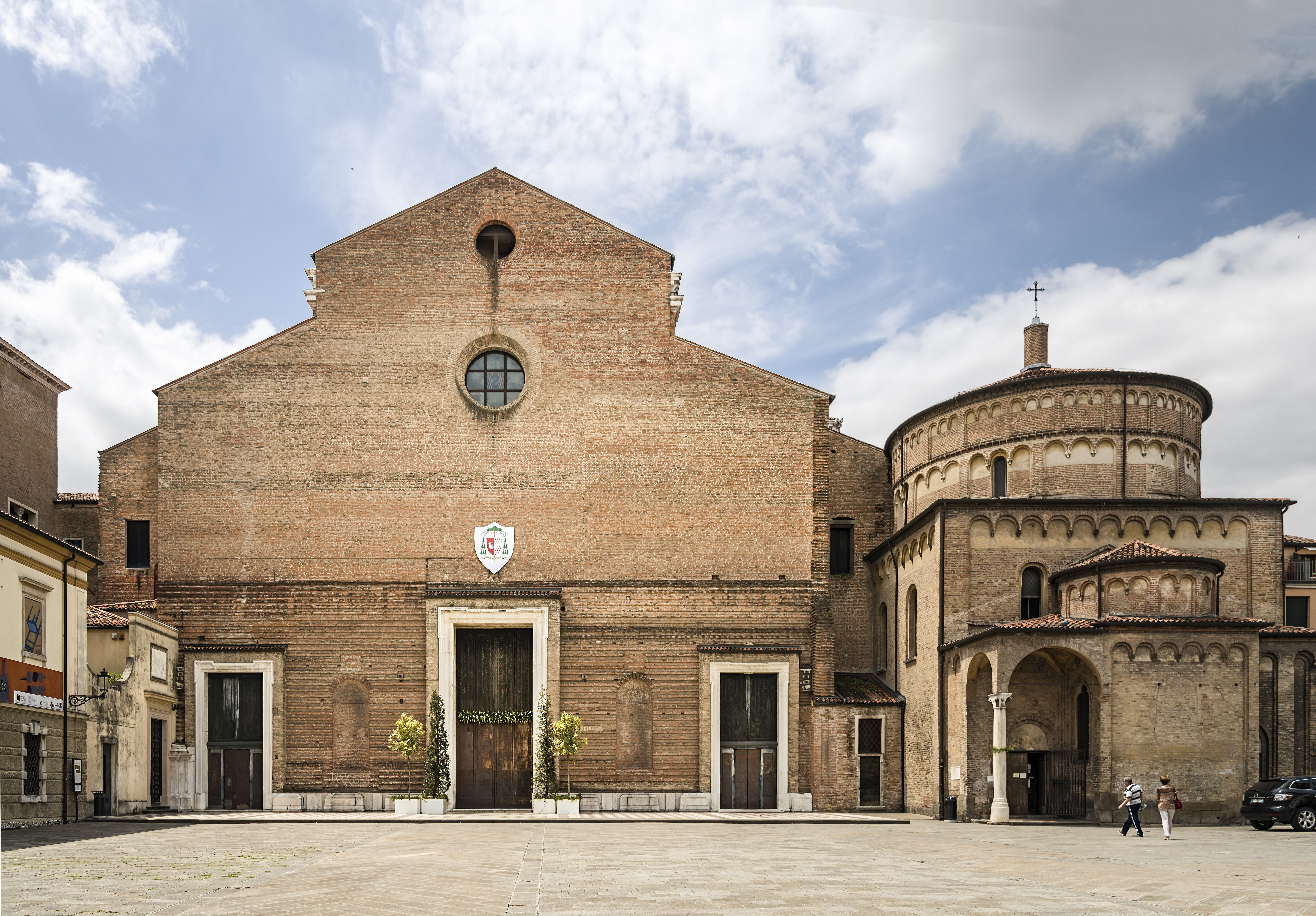
Catedral y baptisterio de Padua.

## Vida religiosa
Completó los estudios en la Universidad de Padua y fue ordenado sacerdote en 1655, año en el que fue nombrado canónigo de Padua y prelado de la Casa Pontificia por Alejandro VII (su amigo Fabio Chigi). Consejero y cercano al Papa, formó parte del Supremo Tribunal de la Firma Apostólica.

### Obispo y cardenal
Entre 1657 y 1664 fue obispo de Bérgamo, y entre 1664 y 1697 obispo de Padua. En 1660, fue nombrado cardenal presbítero de Santo Tomás de Parione, y en 1677 cardenal de San Marcos.
Al llegar a Bérgamo como obispo, ordenó donar a los pobres el dinero que se querían gastar en la fiesta de su recepción. Además, vendió sus bienes y los distribuyó entre las necesidades, imitando en esto a Carlos Borromeo. En sus visitas pastorales se alojaba en casas humildes y comía con ellos, como uno más. Dedicaba mucho tiempo al catecismo y la educación religiosa, y, de noche, a la plegaria. 
Participó en los cónclaves de 1667, 1676, 1689 y 1691. Inocencio XI le encargó, en 1676, la supervisión de la enseñanza de la religión católica en Roma. Sus actividades como obispo fueron influyentes en su época; en la línea de la reforma tridentina, amplió y dio más recursos a los seminarios de Padua y Bérgamo, dotándolos de profesores de toda Europa. Fomentó el estudio de les lenguas orientales en el seminario de Padua y promovió la unidad entre las iglesias católica y griega. 

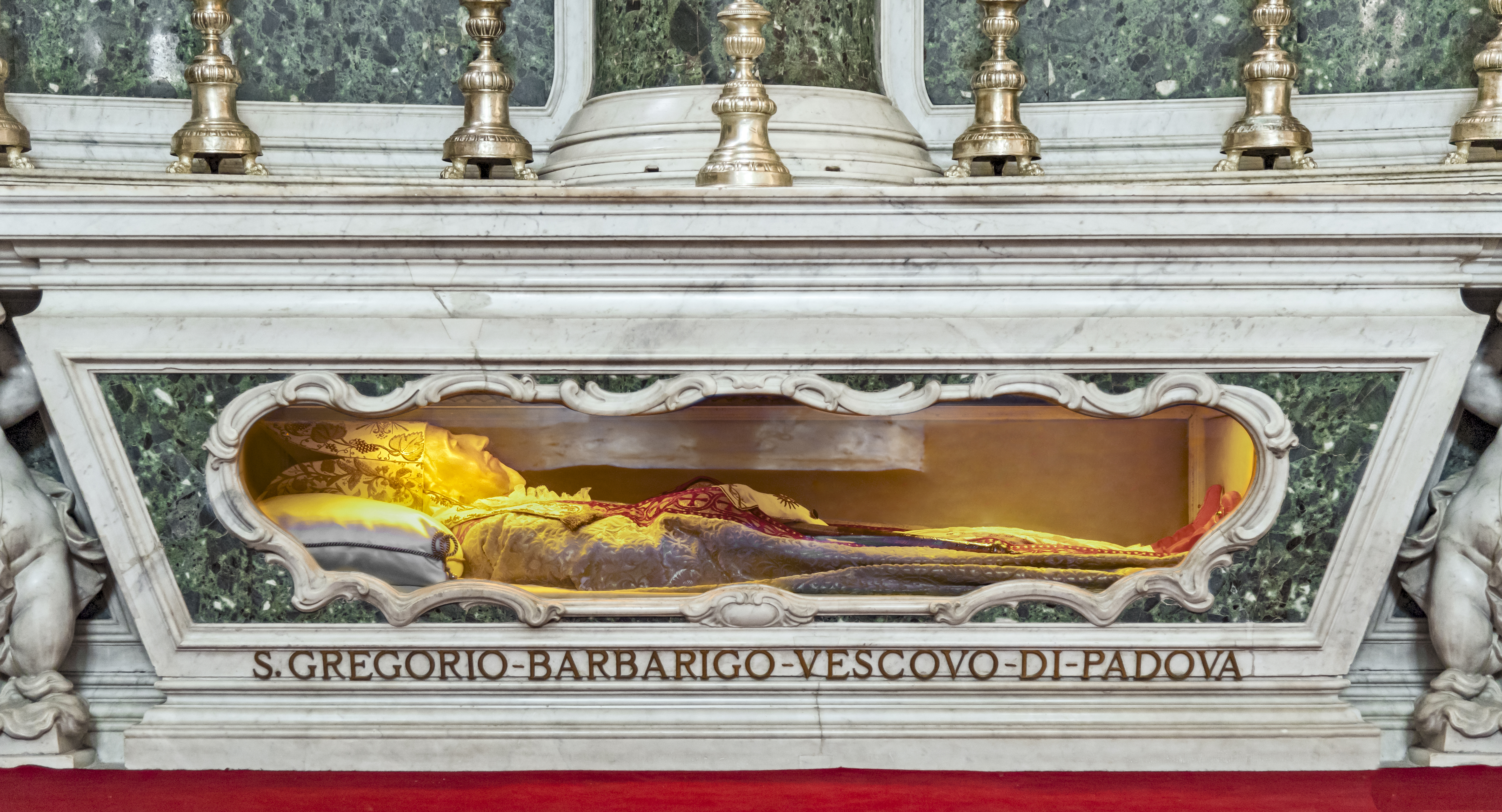
Cuerpo del santo bajo la catedral de Padua.

Fundó algunos seminarios a los que donó las reglas de San Carlos Borromeo, y en Padua fundó una biblioteca y una escuela políglota, que se convirtió en una de les mejores de Italia. También creó escuelas populares e instituciones de catequesis y formación religiosa, para orientar o formar a los padres y educadores. Promovió la publicación de obras religiosas y de devoción dirigidas al pueblo, especialmente los escritos de Francisco de Sales. 
También fundó instituciones de caridad. Durante una gran peste en Roma, personalmente ayudó en la asistencia en los enfermos, contando en unos 13.000. Fundó la Congregación de los Oblatos de los Santos Prodóscimo y Antonio en Padua. 
Murió en Padua en 1697. Fue beatificado por Clemente XIV el 6 de junio de 1771, y canonizado por Juan XXIII el 26 de mayo de 1960.